# آغاسی هاکوپیان
آغاسی هاکوپیان ( در قید حیات نیست) بازیکن فوتبال متوفی در پست ارمنی‌تبار اهل ایران است که در دسته اول باشگاه‌های تهران بازی می‌کرد.

## باشگاهی
از باشگاه‌هایی که در توپ زده‌است می‌توان آرارات تهران را اشاره کرد.